# Monília
A monília nevű növénybetegség az összes gyümölcsfán előfordul, a Monilinia fructigena (syn. Sclerotinia fructigena) és Monilinia laxa (syn. Sclerotinia cinerea) nevű penészgombák okozzák. A gyümölcsöt (almát, körtét, szilvát stb.) előbb penész vonja be, ebből aztán kör alakú láncolatban úgynevezett gombapárnák, azaz dudorodások emelkednek ki, a gyümölcsöt megrontják, majd rothadásba juttatják vagy elszárítják. A gyümölcs legnagyobb része lehull, de maradnak a fán összeaszottak is. Ez a betegség a gombák csíráiból évről évre felújul. Védekezni úgy lehet ellene, hogy a megtámadott és lehullott gyümölcsöt napról-napra összeszedjük, a gyümölcsösből eltávolítjuk, és mélyen elássuk vagy elégetjük. A fákon maradt összeszáradt gyümölcsöket is már ősszel le kell szedni és elégetni. Az elhalt ágrészeket és végeket le kell vágni és szintén elégetni, s ha a korona sűrű volt, azt meg kell ritkítani, hogy a levegő jól átjárhassa. Ősszel a fa tövét olyan körben, amekkora a korona széle, jó ásónyomnyira fel kell ásni.
Különböző szerekkel való permetezéseknek nem igen volt eredményük.

## Védekezés
A kora tavaszi fagyok legyengítik a gyümölcsfákat, aminek következtében erősebb moníliafertőzés alakul ki. Magyarországon országszerte a fagyos tavaszi időjárást követően a cseresznye, a meggy, a kajszibarack, a szilva, a ringló és a mandula a legveszélyeztetettebb gyümölcsfák közé tartozik. A -2, -4 °C éjszakai minimum hőmérsékletű időjárást követő nedves, párás idő virágzás idején legyengíti a virágokat, amiket könnyebben megtámad a párás idő miatt megerősödő monília. Ilyenkor a fertőzött vesszőket a még egészségesnek tűnő 10 cm hosszúságú darabbal együtt le kell vágni és meg kell semmisíteni. A fák kezelését réz tartalmú szerekkel, például bordói lével, Rézoxikloriddal, vagy Champion oldattal kell elvégezni.